# Aplosonyx fulvicornis
Aplosonyx fulvicornis es un coleóptero de la familia Chrysomelidae. Fue descrita científicamente por primera vez en 1913 por Weise.